# Eugène Pollet
Pour les articles homonymes, voir Pollet.
Eugène Pollet est un gymnaste artistique français né le 29 septembre 1886 à Lille et mort le 16 décembre 1967 à Lille.

## Biographie
Eugène Pollet remporte avec l'équipe de France de gymnastique la médaille de bronze au concours général par équipes aux Jeux olympiques d'été de 1920 à Anvers. 